# Vladimir Onishchenko
Volodymyr Ivanovych Onyshchenko (en ucraniano: Володи́мир Іва́нович Они́щенко; n. 28 de octubre de 1949 en Stechanka, Chernóbil) es un exfutbolista y entrenador ucraniano. Desarrolló gran parte de su carrera en el FC Dynamo Kiev, con el que conquistó múltiples títulos nacionales e internacionales. Fue internacional con la selección de la Unión Soviética, con quien se proclamó subcampeón de la Eurocopa 1972 y ganó dos medallas olímpicas de bronce.

## Selección nacional
Onyshchenko jugó 44 partidos para el equipo nacional de fútbol de la URSS y participó en la UEFA Euro 1972, y ganó dos medallas de bronce olímpicas.

## Palmarés

### Como jugador

#### Torneos nacionales
| Título           | Club             | País            | Año  |
| ---------------- | ---------------- | --------------- | ---- |
| Primera División | Dinamo de Kiev   | Unión Soviética | 1971 |
| Primera División | FC Zarya Lugansk | Unión Soviética | 1972 |
| Primera División | Dinamo de Kiev   | Unión Soviética | 1974 |
| Copa             | Dinamo de Kiev   | Unión Soviética | 1974 |
| Primera División | Dinamo de Kiev   | Unión Soviética | 1975 |
| Primera División | Dinamo de Kiev   | Unión Soviética | 1977 |
| Copa             | Dinamo de Kiev   | Unión Soviética | 1978 |

#### Torneos internacionales
| Título              | Club*           | Sede     | Año  |
| ------------------- | --------------- | -------- | ---- |
| Bronce en los JJOO  | Unión Soviética | Múnich   | 1972 |
| Recopa de Europa    | FC Dynamo Kiev  | Basilea  | 1975 |
| Supercopa de Europa | FC Dynamo Kiev  | Kiev     | 1975 |
| Bronce en los JJOO  | Unión Soviética | Montreal | 1976 |